# Экономика Французской Гвианы
Экономика Французской Гвианы во многом зависит от французских субсидий и французского импорта. ВВП территории в 2018 году в пересчёте на душу населения составил 4648 долларов США.

## Отрасли экономики
Основные отрасли экономики Французской Гвианы — рыболовство, добыча морепродуктов, лесозаготовки (строевая древесина ценных пород). До 25% ВВП обеспечивает французский Национальный центр космических исследований и космодром Куру. Ведётся добыча золота (10,6% ВВП). Быстро развивается иностранный туризм. 
Сельское хозяйство сосредоточено в прибрежной зоне, обрабатывается всего около 0,2% территории. Основные сельскохозяйствоенные культуры — сахарный тростник (в основном используется для производства рома), также кукуруза, рис, маниок, бананы. Разводят крупный рогатый скот, свиней, домашнюю птицу. Сельское хозяйство не удовлетворяет потребность страны в продовольствии, высока импортозависимость от Франции.

## Импорт и экспорт
В импорте преобладают продовольствие, топливо, продукция машиностроения и химической промышленности. Основные торговые партнёры – Франция (более 60%), США (около 15%), Тринидад и Тобаго (6%).
Основные статьи экспорта: древесина, золото, креветки, ром. Главные торговые партнёры – Франция (62% экспорта), Швейцария (7%), США (2%).

## Занятость и безработица
В Французской Гвиане высок уровень безработицы, в том числе, среди молодёжи. В 2016 году он достиг 23%. 
В сфере услуг занято около 61% работающих, в промышленности 21%, в сельском хозяйстве 18%.

## Транспорт
Дорожная сеть развита слабо, длина автодорог около 800 км. Железных дорог нет. 
Длина судоходных водных путей для небольших морских и речных судов – 460 км. Главный морской торговый порт – Дегра-де-Кан.
Международный аэропорт Рошамбо рядом с Кайенной.